# 봉천동

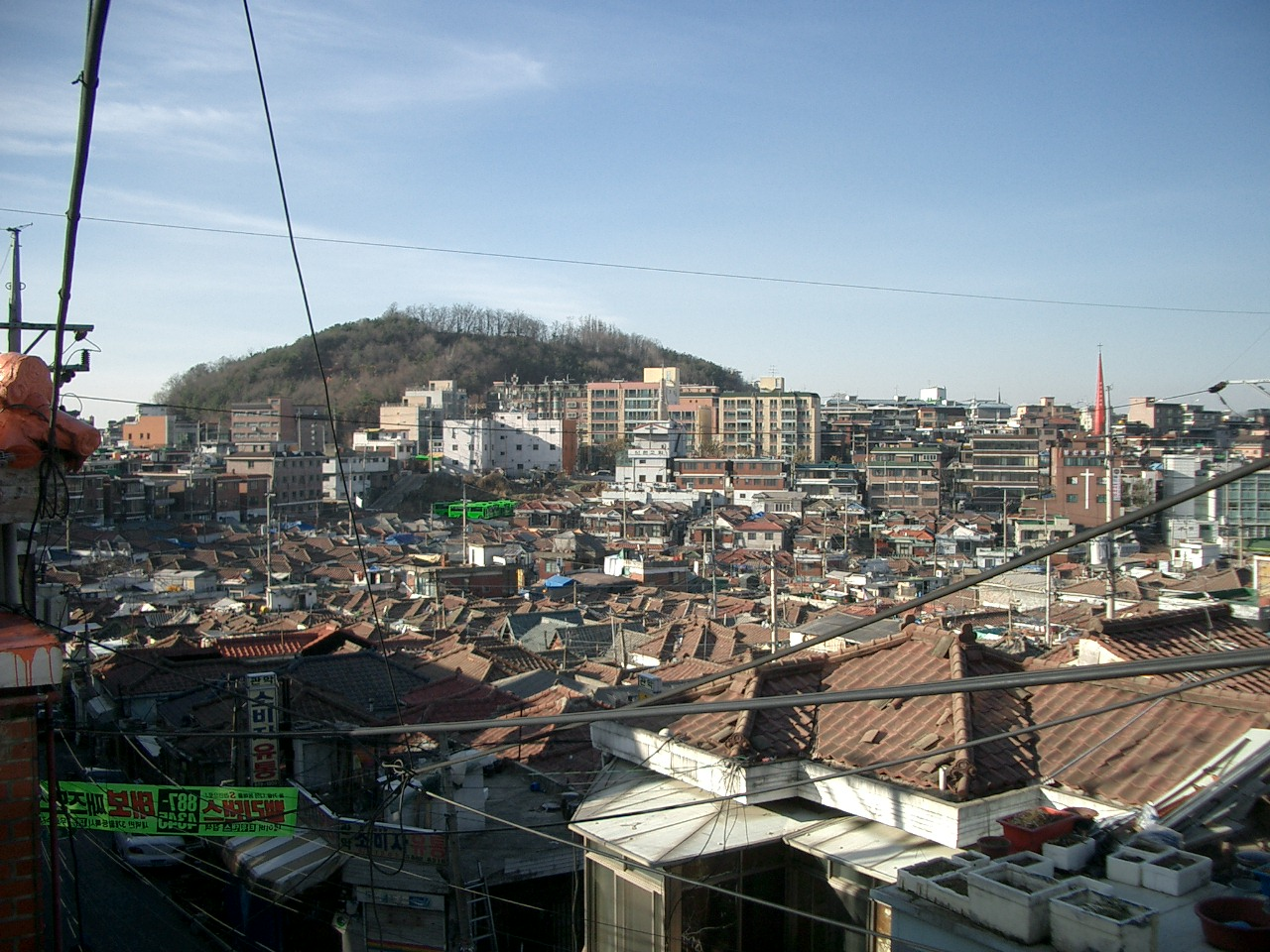

봉천동(奉天洞)은 서울특별시 관악구의 법정동이다. 보라매동, 성현동, 은천동, 인헌동, 중앙동, 청룡동, 청림동, 행운동, 낙성대동의 행정동으로 이루어져있다.

## 연혁
- 조선시대:  경기도 시흥군 동면 봉천리
- 1914년: 과천군 하북면 본동리(本洞里) 일부를 편입하여 시흥군 동면 봉천리
- 1963년: 서울특별시 영등포구에 편입[1] 및  행정동 봉신동(奉新洞)설치
- 1966년: 봉신동(奉新洞)이 신림동과 봉천동(奉天洞)으로 분동
- 1973년: 신설된 관악구로 편입[2]
- 2008년: 행정동들의 명칭이 변경되었다. 봉천1동이 보라매동으로, 봉천2동과 봉천5동이 성현동으로, 봉천3동을 청림동으로, 봉천4동과 봉천8동이 청룡동으로, 봉천6동이 행운동으로, 봉천7동이 낙성대동으로, 봉천9동과 봉천본동이 은천동으로, 봉천10동이 중앙동으로, 봉천11동이 인헌동으로 명칭이 변경 및 통·폐합되었다.

## 문화
- 호랑 작가의 봉천동 귀신이라는 작품으로 봉천동의 괴담을 그려낸 작품이 있다.

## 같이 보기
- 대한민국의 행정 구역